# Antônio de Sousa Braga

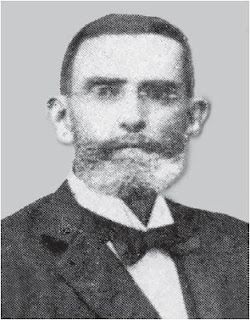
Antônio de Sousa Braga

Antônio de Sousa Braga (* 1841; † 1900) war ein brasilianischer Politiker.

## Werdegang
Sousa Braga war Inhaber einer Kautschukplantage. Nach dem Staatsstreich gegen Präsident Luis Gálvez (1864–1935) übernahm er am 1. Januar 1900 das Amt des Präsidenten von Acre. Sousa Braga scheiterte daran, das Land zu stabilisieren und rief nach einmonatiger Amtszeit am 30. Januar 1900 Gálvez zurück ins Amt.